# Temporada 2016 del Campeonato Mundial de Supersport
La Temporada 2016 del Campeonato Mundial de Supersport fue la decimoctava temporada del Campeonato Mundial de Supersport, pero el vigésimo teniendo en cuenta los dos celebrados bajo el nombre de Serie Mundial de Supersport.
Kenan Sofuoğlu ganó el título por quinta vez en la historia del campeonato con una carrera de sobra. Una parte de los pilotos sólo disputaron las rondas europeas, anotando puntos para la clasificación del Campeonato Mundial y compitiendo por la Copa Europea de Supersport FIM; Axel Bassani fue el piloto de la Copa que acumuló más puntos en la clasificación general del campeonato y fue galardonado con el título europeo.

## Calendario y resultados
| 1  | Australia    | Circuito de Phillip Island            | 28 de febrero    | Kenan Sofuoğlu      | Lorenzo Zanetti | Randy Krummenacher | Kawasaki Puccetti Racing     |
| 2  | Tailandia    | Chang International Circuit           | 13 de marzo      | Jules Cluzel        | Kyle Smith      | Jules Cluzel       | MV Agusta Reparto Corsé      |
| 3  | España       | Motorland Aragón                      | 3 de abril       | Kenan Sofuoğlu      | Kenan Sofuoğlu  | Kenan Sofuoğlu     | Kawasaki Puccetti Racing     |
| 4  | Países Bajos | TT Circuit Assen                      | 17 de abril      | Randy Krummenacher  | Kyle Smith      | Kyle Smith         | CIA Landlord Insurance Honda |
| 5  | Italia       | Autodromo Enzo e Dino Ferrari         | 1 de mayo        | Jules Cluzel        | Jules Cluzel    | Kenan Sofuoğlu     | Kawasaki Puccetti Racing     |
| 6  | Malasia      | Sepang International Circuit          | 15 de mayo       | Kenan Sofuoğlu      | P. J. Jacobsen  | Ayrton Badovini    | Gemar Balloons – Team Lorini |
| 7  | Reino Unido  | Donington Park                        | 29 de mayo       | Kenan Sofuoğlu      | Kyle Smith      | Kenan Sofuoğlu     | Kawasaki Puccetti Racing     |
| 8  | Italia       | Misano World Circuit Marco Simoncelli | 19 de junio      | Federico Caricasulo | Kenan Sofuoğlu  | Kenan Sofuoğlu     | Kawasaki Puccetti Racing     |
| 9  | Alemania     | EuroSpeedway Lausitz                  | 18 de septiembre | Kenan Sofuoğlu      | Niki Tuuli      | Kenan Sofuoğlu     | Kawasaki Puccetti Racing     |
| 10 | Francia      | Circuit de Nevers Magny-Cours         | 2 de octubre     | Kenan Sofuoğlu      | Niki Tuuli      | Jules Cluzel       | MV Agusta Reparto Corsé      |
| 11 | España       | Circuito de Jerez                     | 16 de octubre    | Kenan Sofuoğlu      | Niki Tuuli      | Kenan Sofuoğlu     | Kawasaki Puccetti Racing     |
| 12 | Catar        | Losail International Circuit          | 30 de octubre    | Luke Stapleford     | Kyle Smith      | Kyle Smith         | CIA Landlord Insurance Honda |

## Pilotos y equipos
| Parrilla 2016                                                     | Parrilla 2016 | Parrilla 2016       | Parrilla 2016 | Parrilla 2016         | Parrilla 2016 |
| Equipo                                                            | Constructor   | Moto                | No.           | Piloto                | Rondas        |
| ----------------------------------------------------------------- | ------------- | ------------------- | ------------- | --------------------- | ------------- |
| Kawasaki Puccetti Racing                                          | Kawasaki      | Kawasaki ZX-6R      | 1             | Kenan Sofuoğlu        | All           |
| Kawasaki Puccetti Racing                                          | Kawasaki      | Kawasaki ZX-6R      | 17            | Hiromichi Kunikawa    | 3             |
| Kawasaki Puccetti Racing                                          | Kawasaki      | Kawasaki ZX-6R      | 21            | Randy Krummenacher    | All           |
| Honda World Supersport Team                                       | Honda         | Honda CBR600RR      | 2             | P. J. Jacobsen        | All           |
| GRT Racing Team                                                   | MV Agusta     | MV Agusta F3 675    | 4             | Gino Rea              | 1–10          |
| GRT Racing Team                                                   | MV Agusta     | MV Agusta F3 675    | 41            | Aiden Wagner          | 1–8           |
| GRT Racing Team                                                   | MV Agusta     | MV Agusta F3 675    | 65            | Michael Canducci      | 9–12          |
| GRT Racing Team                                                   | MV Agusta     | MV Agusta F3 675    | 87            | Lorenzo Zanetti       | 11–12         |
| Landbridge Racing                                                 | Yamaha        | Yamaha YZF-R6       | 5             | Mitch Levy            | 1             |
| Orelac Racing VerdNatura                                          | Kawasaki      | Kawasaki ZX-6R      | 10            | Nacho Calero          | All           |
| Orelac Racing VerdNatura                                          | Kawasaki      | Kawasaki ZX-6R      | 63            | Zulfahmi Khairuddin   | All           |
| Team GoEleven                                                     | Kawasaki      | Kawasaki ZX-6R      | 11            | Christian Gamarino    | All           |
| Team GoEleven                                                     | Kawasaki      | Kawasaki ZX-6R      | 69            | Ondřej Ježek          | 1–7, 9–12     |
| Team GoEleven                                                     | Kawasaki      | Kawasaki ZX-6R      | 99            | Luigi Morciano        | 8             |
| Tribeca Racing                                                    | Yamaha        | Yamaha YZF-R6       | 13            | Anthony West          | 1             |
| West EAB Yamaha                                                   | Yamaha        | Yamaha YZF-R6       | 13            | Anthony West          | 4             |
| MV Agusta Reparto Corsé                                           | MV Agusta     | MV Agusta F3 675    | 16            | Jules Cluzel          | All           |
| MV Agusta Reparto Corsé                                           | MV Agusta     | MV Agusta F3 675    | 52            | Massimo Roccoli       | 12            |
| MV Agusta Reparto Corsé                                           | MV Agusta     | MV Agusta F3 675    | 87            | Lorenzo Zanetti       | 1–10          |
| Gemar Balloons – Team Lorini                                      | Honda         | Honda CBR600RR      | 19            | Kevin Wahr            | 1–6, 8–9      |
| Gemar Balloons – Team Lorini                                      | Honda         | Honda CBR600RR      | 68            | Glenn Scott           | 1–3, 7        |
| Gemar Balloons – Team Lorini                                      | Honda         | Honda CBR600RR      | 80            | Xavier Pinsach        | 10–12         |
| Gemar Balloons – Team Lorini                                      | Honda         | Honda CBR600RR      | 86            | Ayrton Badovini       | 4–12          |
| Team Suzuki Stoneline-Mayer                                       | Suzuki        | Suzuki GSX-R600     | 22            | Eemeli Lahti          | 9             |
| Yamaha Tailandia Racing Team                                      | Yamaha        | Yamaha YZF-R6       | 24            | Decha Kraisart        | 2             |
| Race Department ATK#25                                            | MV Agusta     | MV Agusta F3 675    | 25            | Alex Baldolini        | 1–10, 12      |
| Burns Racing                                                      | Suzuki        | Suzuki GSX-R600     | 30            | Kane Burns            | 1             |
| Phoenix Racing Suzuki                                             | Suzuki        | Suzuki GSX-R600     | 34            | Kevin Manfredi        | 8             |
| CIA Landlord Insurance Honda CIA Landlord Insurance Profile Honda | Honda         | Honda CBR600RR      | 35            | Stefan Hill           | All           |
| CIA Landlord Insurance Honda CIA Landlord Insurance Profile Honda | Honda         | Honda CBR600RR      | 71            | Christoffer Bergman   | 4–12          |
| CIA Landlord Insurance Honda CIA Landlord Insurance Profile Honda | Honda         | Honda CBR600RR      | 78            | Hikari Okubo          | All           |
| CIA Landlord Insurance Honda CIA Landlord Insurance Profile Honda | Honda         | Honda CBR600RR      | 81            | Luke Stapleford       | 1–2           |
| CIA Landlord Insurance Honda CIA Landlord Insurance Profile Honda | Honda         | Honda CBR600RR      | 111           | Kyle Smith            | All           |
| Kallio Racing                                                     | Yamaha        | Yamaha YZF-R6       | 38            | Hannes Soomer         | 9–11          |
| Kallio Racing                                                     | Yamaha        | Yamaha YZF-R6       | 66            | Niki Tuuli            | 9–11          |
| Team CMS                                                          | Yamaha        | Yamaha YZF-R6       | 42            | Stéphane Frossard     | 10            |
| Team Factory Vamag                                                | MV Agusta     | MV Agusta F3 675    | 44            | Roberto Rolfo         | All           |
| AARK Racing                                                       | Honda         | Honda CBR600RR      | 48            | Álex Phillis          | 1             |
| MVR-Racing                                                        | Yamaha        | Yamaha YZF-R6       | 51            | Bryan Schouten        | 4             |
| Team Rosso e Nero                                                 | Yamaha        | Yamaha YZF-R6       | 53            | Nicola Jr. Morrentino | 5             |
| Ellan Vannin Motorsport                                           | MV Agusta     | MV Agusta F3 675    | 57            | Ilario Dionisi        | 8             |
| CS Race Team                                                      | Triumph       | Triumph Daytona 675 | 58            | Clément Stoll         | 10            |
| A.P.Honda Racing Tailandia                                        | Honda         | Honda CBR600RR      | 59            | Ratthapong Wilairot   | 2             |
| Bardahl Evan Bros. Honda Racing                                   | Honda         | Honda CBR600RR      | 64            | Federico Caricasulo   | All           |
| Green Speed                                                       | Kawasaki      | Kawasaki ZX-6R      | 65            | Michael Canducci      | 5             |
| Start Racing                                                      | Yamaha        | Yamaha YZF-R6       | 74            | Jaimie van Sikkelerus | 4             |
| Ranieri Med – SC Racing                                           | Yamaha        | Yamaha YZF-R6       | 77            | Kyle Ryde             | 1–5           |
| Schmidt Racing                                                    | Kawasaki      | Kawasaki ZX-6R      | 77            | Kyle Ryde             | 9–12          |
| Schmidt Racing                                                    | MV Agusta     | MV Agusta F3 675    | 77            | Kyle Ryde             | 7–8           |
| Schmidt Racing                                                    | MV Agusta     | MV Agusta F3 675    | 88            | Nicolás Terol         | 1–8           |
| Profile Racing                                                    | Triumph       | Triumph Daytona 675 | 81            | Luke Stapleford       | 4–12          |
| Team Vueffe Corsé                                                 | Honda         | Honda CBR600RR      | 82            | Lorenzo Cipiciani     | 8             |
| Response RE Racing                                                | Kawasaki      | Kawasaki ZX-6R      | 83            | Lachlan Epis          | All           |
| RPM84                                                             | Yamaha        | Yamaha YZF-R6       | 84            | Loris Cresson         | 12            |
| Appleyard Macadam Racing, with Integro                            | Yamaha        | Yamaha YZF-R6       | 89            | Andrew Irwin          | 7             |
| Team 23 FELIX LE Pi-LOT by ASPI                                   | Yamaha        | Yamaha YZF-R6       | 123           | Félix Peron           | 10            |
| Broncos Racing Team                                               | Kawasaki      | Kawasaki ZX-6R      | 127           | Luigi Brignoli        | 8             |
| DMC Panavto–Yamaha                                                | Yamaha        | Yamaha YZF-R6       | 161           | Alexey Ivanov         | 3             |
| TCP Racing                                                        | Yamaha        | Yamaha YZF-R6       | 183           | Peter Polesso         | 10            |
| Pilotos Copa Europea de Supersport FIM                            |               |                     |               |                       |               |
| Scuderia Maranga Racing                                           | Kawasaki      | Kawasaki ZX-6R      | 6             | Davide Stirpe         | 3–5, 7–11     |
| R2 MotorRacing Team                                               | Kawasaki      | Kawasaki ZX-6R      | 7             | Angelo Licciardi      | 3–5, 7–10     |
| WILSport Racedays Honda                                           | Honda         | Honda CBR600RR      | 9             | Jed Metcher           | 5             |
| WILSport Racedays Honda                                           | Honda         | Honda CBR600RR      | 20            | Dorren Loureiro       | 10–11         |
| WILSport Racedays Honda                                           | Honda         | Honda CBR600RR      | 50            | Braeden Ortt          | 3–5, 7–11     |
| WILSport Racedays Honda                                           | Honda         | Honda CBR600RR      | 96            | Javier Orellana       | 3–4, 7–8      |
| VFT Racing                                                        | Yamaha        | Yamaha YZF-R6       | 12            | Christopher Gobbi     | 3–5, 7–11     |
| Team Yohann Moto Sport                                            | Suzuki        | Suzuki GSX-R600     | 23            | Cédric Tangre         | 3–5, 7–11     |
| MTM / HS Kawasaki MTM Team                                        | Kawasaki      | Kawasaki ZX-6R      | 26            | Guillaume Antiga      | 10            |
| MTM / HS Kawasaki MTM Team                                        | Kawasaki      | Kawasaki ZX-6R      | 49            | Casey Tobolewski      | 9             |
| MTM / HS Kawasaki MTM Team                                        | Kawasaki      | Kawasaki ZX-6R      | 84            | Loris Cresson         | 3–5           |
| MTM / HS Kawasaki MTM Team                                        | Yamaha        | Yamaha YZF-R6       | 74            | Jaimie van Sikkelerus | 7             |
| San Carlo Team Italia                                             | Kawasaki      | Kawasaki ZX-6R      | 47            | Axel Bassani          | 3–5, 7–11     |
| San Carlo Team Italia                                             | Kawasaki      | Kawasaki ZX-6R      | 61            | Alessandro Zaccone    | 3–5, 7–11     |
| DS Junior Team                                                    | Kawasaki      | Kawasaki ZX-6R      | 55            | Ilya Mikhalchik       | 3–5, 7–11     |
| Schmidt Racing                                                    | MV Agusta     | MV Agusta F3 675    | 119           | János Chrobák         | 3–5           |

| Leyenda             | Leyenda |
| ------------------- | ------- |
| Piloto Titular      |         |
| Piloto Invitado     |         |
| Piloto de reemplazo |         |

## Estadísticas

### Campeonato de Pilotos
| Pos.      | Piloto                | Moto      | PHI | CHA | ARA | ASS | IMO | SEP | DON | MIS | LAU | MAG | JER | LOS | Pts |
| --------- | --------------------- | --------- | --- | --- | --- | --- | --- | --- | --- | --- | --- | --- | --- | --- | --- |
| 1         | Kenan Sofuoğlu        | Kawasaki  | Ret | 2   | 1   | 3   | 1   | 6   | 1   | 1   | 1   | Ret | 1   | 2   | 216 |
| 2         | Jules Cluzel          | MV Agusta | 17  | 1   | 4   | 18  | 2   | 7   | 8   | Ret | 3   | 1   | 6   | 3   | 142 |
| 3         | Randy Krummenacher    | Kawasaki  | 1   | 4   | 2   | 4   | DNS | 8   | 3   | 4   | 6   | 5   | Ret | 5   | 140 |
| 4         | P. J. Jacobsen        | Honda     | 5   | 3   | Ret | Ret | 3   | 4   | 2   | 2   | 4   | Ret | 4   | 4   | 135 |
| 5         | Kyle Smith            | Honda     | Ret | 5   | 11  | 1   | 10  | 5   | 6   | Ret | 9   | 7   | 3   | 1   | 125 |
| 6         | Ayrton Badovini       | Honda     |     |     |     | 7   | 8   | 1   | 9   | Ret | 13  | 3   | 8   | 6   | 86  |
| 7         | Gino Rea              | MV Agusta | 7   | 9   | Ret | 2   | Ret | 3   | 4   | 3   | Ret | Ret | WD  |     | 81  |
| 8         | Alex Baldolini        | MV Agusta | 6   | 6   | Ret | 5   | 4   | 9   | 7   | 6   | 12  | DNS |     | 10  | 80  |
| 9         | Federico Caricasulo   | Honda     | 2   | 17  | 7   | 11  | 7   | 10  | 11  | DSQ | 5   | 6   | Ret | Ret | 75  |
| 10        | Niki Tuuli            | Yamaha    |     |     |     |     |     |     |     |     | 2   | 2   | 2   |     | 60  |
| 11        | Zulfahmi Khairuddin   | Kawasaki  | 13  | 7   | 8   | 20  | 25  | 2   | 20  | Ret | 22  | 10  | 15  | 7   | 56  |
| 12        | Axel Bassani          | Kawasaki  |     |     | 6   | 8   | 13  |     | 17  | 7   | 15  | 4   | 5   |     | 55  |
| 13        | Lorenzo Zanetti       | MV Agusta | Ret | 8   | Ret | 29  | DSQ | 13  | 10  | 5   | 7   | 9   | 10  | Ret | 50  |
| 14        | Ondřej Ježek          | Kawasaki  | 8   | 10  | 14  | 9   | 6   | 17  | Ret |     | Ret | 13  | 18  | 11  | 41  |
| 15        | Ilya Mikhalchik       | Kawasaki  |     |     | 13  | 6   | 12  |     | 13  | 16  | 14  | 8   | 7   |     | 39  |
| 16        | Luke Stapleford       | Honda     | 16  | 14  |     |     |     |     |     |     |     |     |     |     | 35  |
| 16        | Luke Stapleford       | Triumph   |     |     |     | 12  | 18  | 14  | 5   | 8   | 11  | 15  | 14  | Ret | 35  |
| 17        | Nicolás Terol         | MV Agusta | 11  | Ret | 3   | 13  | 9   | Ret | Ret | 18  |     |     |     |     | 31  |
| 18        | Alessandro Zaccone    | Kawasaki  |     |     | 5   | 19  | 5   |     | 12  | Ret | Ret | Ret | 11  |     | 31  |
| 19        | Christian Gamarino    | Kawasaki  | 4   | 16  | 10  | 10  | 16  | 11  | Ret | Ret | 19  | Ret | 16  | Ret | 30  |
| 20        | Christoffer Bergman   | Honda     |     |     |     | 25  | 24  | 18  | 16  | 9   | 8   | Ret | 9   | 8   | 30  |
| 21        | Hikari Okubo          | Honda     | Ret | 20  | 16  | 24  | 19  | 15  | 15  | 11  | 10  | 27  | 13  | 13  | 19  |
| 22        | Kevin Wahr            | Honda     | DNS | 12  | 9   | 16  | 11  | Ret |     | 15  | 16  |     |     |     | 17  |
| 23        | Anthony West          | Yamaha    | 3   |     |     | DNS |     |     |     |     |     |     |     |     | 16  |
| 24        | Roberto Rolfo         | MV Agusta | 9   | 18  | Ret | 22  | 14  | 12  | 14  | Ret | 18  | 16  | Ret | Ret | 15  |
| 25        | Kyle Ryde             | Yamaha    | 19  | Ret | 12  | 14  | 15  |     |     |     |     |     |     |     | 14  |
| 25        | Kyle Ryde             | MV Agusta |     |     |     |     |     |     | 21  | 22  |     |     |     |     | 14  |
| 25        | Kyle Ryde             | Kawasaki  |     |     |     |     |     |     |     |     | 17  | 11  | DNS | 14  | 14  |
| 26        | Aiden Wagner          | MV Agusta | 10  | 15  | Ret | DNQ | 17  | 16  | 19  | 14  |     |     |     |     | 9   |
| 27        | Massimo Roccoli       | MV Agusta |     |     |     |     |     |     |     |     |     |     |     | 9   | 7   |
| 28        | Glenn Scott           | Honda     | 12  | 13  | DNS |     |     |     | DNS |     |     |     |     |     | 7   |
| 29        | Davide Stirpe         | Kawasaki  |     |     | 19  | 23  | 21  |     | 27  | 10  | 26  | 26  | 20  |     | 6   |
| 30        | Xavier Pinsach        | Honda     |     |     |     |     |     |     |     |     |     | 14  | 12  | Ret | 6   |
| 31        | Decha Kraisart        | Yamaha    |     | 11  |     |     |     |     |     |     |     |     |     |     | 5   |
| 32        | Loris Cresson         | Kawasaki  |     |     | 18  | 27  | 27  |     |     |     |     |     |     |     | 4   |
| 32        | Loris Cresson         | Yamaha    |     |     |     |     |     |     |     |     |     |     |     | 12  | 4   |
| 33        | Hannes Soomer         | Yamaha    |     |     |     |     |     |     |     |     | 21  | 12  | 19  |     | 4   |
| 34        | Kevin Manfredi        | Suzuki    |     |     |     |     |     |     |     | 12  |     |     |     |     | 4   |
| 35        | Luigi Morciano        | Kawasaki  |     |     |     |     |     |     |     | 13  |     |     |     |     | 3   |
| 36        | Álex Phillis          | Honda     | 14  |     |     |     |     |     |     |     |     |     |     |     | 2   |
| 37        | Lachlan Epis          | Kawasaki  | 21  | 22  | 21  | DNQ | 29  | 19  | 28  | 24  | Ret | 20  | 23  | 15  | 1   |
| 38        | Cédric Tangre         | Suzuki    |     |     | Ret | 15  | 26  |     | 26  | 21  | 25  | 18  | 22  |     | 1   |
| 39        | Nacho Calero          | Kawasaki  | 18  | 19  | 15  | 26  | 22  | 21  | 24  | Ret | 24  | 17  | Ret | Ret | 1   |
| 40        | Mitch Levy            | Yamaha    | 15  |     |     |     |     |     |     |     |     |     |     |     | 1   |
|           | Stefan Hill           | Honda     | 20  | 21  | Ret | 30  | Ret | 20  | 25  | Ret | Ret | 24  | Ret | 16  | 0   |
|           | Ilario Dionisi        | MV Agusta |     |     |     |     |     |     |     | 17  |     |     |     |     | 0   |
|           | Bryan Schouten        | Yamaha    |     |     |     | 17  |     |     |     |     |     |     |     |     | 0   |
|           | János Chrobák         | MV Agusta |     |     | 17  | 21  | Ret |     |     |     |     |     |     |     | 0   |
|           | Andrew Irwin          | Yamaha    |     |     |     |     |     |     | 18  |     |     |     |     |     | 0   |
|           | Guillaume Antiga      | Kawasaki  |     |     |     |     |     |     |     |     |     | 19  |     |     | 0   |
|           | Christopher Gobbi     | Yamaha    |     |     | 20  | 28  | 28  |     | 29  | 19  | 27  | 25  | 21  |     | 0   |
|           | Eemeli Lahti          | Suzuki    |     |     |     |     |     |     |     |     | 20  |     |     |     | 0   |
|           | Luigi Brignoli        | Kawasaki  |     |     |     |     |     |     |     | 20  |     |     |     |     | 0   |
|           | Nicola Jr. Morrentino | Yamaha    |     |     |     |     | 20  |     |     |     |     |     |     |     | 0   |
|           | Stéphane Frossard     | Yamaha    |     |     |     |     |     |     |     |     |     | 21  |     |     | 0   |
|           | Clément Stoll         | Triumph   |     |     |     |     |     |     |     |     |     | 22  |     |     | 0   |
|           | Javier Orellana       | Honda     |     |     | Ret | DNS |     |     | 22  | 25  |     |     |     |     | 0   |
|           | Braeden Ortt          | Honda     |     |     | 22  | DNQ | 30  |     | Ret | 23  | 28  | 28  | 24  |     | 0   |
|           | Peter Polesso         | Yamaha    |     |     |     |     |     |     |     |     |     | 23  |     |     | 0   |
|           | Michael Canducci      | Kawasaki  |     |     |     |     | Ret |     |     |     |     |     |     |     | 0   |
| MV Agusta | Michael Canducci      |           |     |     |     |     |     |     |     | 23  | Ret | 17  | Ret |     | 0   |
|           | Jaimie van Sikkelerus | Yamaha    |     |     |     | Ret |     |     | 23  |     |     |     |     |     | 0   |
|           | Jed Metcher           | Honda     |     |     |     |     | 23  |     |     |     |     |     |     |     | 0   |
|           | Dorren Loureiro       | Honda     |     |     |     |     |     |     |     |     |     | 29  | 25  |     | 0   |
|           | Félix Peron           | Yamaha    |     |     |     |     |     |     |     |     |     | 30  |     |     | 0   |
|           | Angelo Licciardi      | Kawasaki  |     |     | Ret | DNQ | Ret |     | 30  | Ret | DNQ | DNQ |     |     | 0   |
|           | Lorenzo Cipiciani     | Honda     |     |     |     |     |     |     |     | Ret |     |     |     |     | 0   |
|           | Hiromichi Kunikawa    | Kawasaki  |     |     | Ret |     |     |     |     |     |     |     |     |     | 0   |
|           | Alexey Ivanov         | Yamaha    |     |     | Ret |     |     |     |     |     |     |     |     |     | 0   |
|           | Ratthapong Wilairot   | Honda     |     | Ret |     |     |     |     |     |     |     |     |     |     | 0   |
|           | Kane Burns            | Suzuki    | Ret |     |     |     |     |     |     |     |     |     |     |     | 0   |
|           | Casey Tobolewski      | Kawasaki  |     |     |     |     |     |     |     |     | DNQ |     |     |     | 0   |
| Pos.      | Piloto                | Moto      | PHI | CHA | ARA | ASS | IMO | SEP | DON | MIS | LAU | MAG | JER | LOS | Pts |

| Color     | Resultado                                                               |
| --------- | ----------------------------------------------------------------------- |
| Oro       | Ganador                                                                 |
| Plata     | 2.ª plaza                                                               |
| Bronce    | 3.ª plaza                                                               |
| Verde     | Finalizó en los puntos                                                  |
| Azul      | Finalizó sin puntos                                                     |
| Azul      | NC - No clasificado                                                     |
| Violeta   | Ret - No terminó (Carrera)                                              |
| Rojo      | DNQ - No se clasificó                                                   |
| Negro     | DSQ - Descalificado                                                     |
| Blanco    | DNS - No empezó (carrera)                                               |
| Blanco    | WD - Retirado (fin de semana)                                           |
| Blanco    | C - Carrera cancelada                                                   |
| Sin color | DNP - Inscrito pero no participó                                        |
| Sin color | INJ - Lesionado                                                         |
| Sin color | EX - Excluido                                                           |
| Estado    | Resultado                                                               |
| Negrita   | Pole position                                                           |
| Cursiva   | Vuelta rápida                                                           |
| †         | Abandona, pero clasifica al completar el porcentaje requerido para ello |

### Campeonato de constructores
| Pos. | Constructor | PHI | CHA | ARA | ASS | IMO | SEP | DON | MIS | LAU | MAG | JER | LOS | Pts |
| ---- | ----------- | --- | --- | --- | --- | --- | --- | --- | --- | --- | --- | --- | --- | --- |
| 1    | Kawasaki    | 1   | 2   | 1   | 3   | 1   | 2   | 1   | 1   | 1   | 4   | 1   | 2   | 264 |
| 2    | Honda       | 2   | 3   | 7   | 1   | 3   | 1   | 2   | 2   | 4   | 3   | 3   | 1   | 221 |
| 3    | MV Agusta   | 6   | 1   | 3   | 2   | 2   | 3   | 4   | 3   | 3   | 1   | 6   | 3   | 203 |
| 4    | Yamaha      | 3   | 11  | 12  | 14  | 15  |     | 18  | 19  | 2   | 2   | 2   | 12  | 92  |
| 5    | Triumph     |     |     |     | 12  | 18  | 14  | 5   | 8   | 11  | 15  | 14  | Ret | 33  |
| 6    | Suzuki      | Ret |     | Ret | 15  | 26  |     | 26  | 12  | 20  | 18  | 22  |     | 5   |
| Pos. | Constructor | PHI | CHA | ARA | ASS | IMO | SEP | DON | MIS | LAU | MAG | JER | LOS | Pts |